# 405 (영화)
《405》는 미국에서 제작된 제러미 헌트 감독의 2000년 액션, 코미디, 스릴러 영화이다. 제러미 헌트 등이 주연으로 출연하였고 브루스 브래닛 등이 제작에 참여하였다.
영화가 개봉한 해에 영화 평론가 로저 이버트는 영화 405에 대해 "인터넷 사상 가장 유명한 단평 영화"라고 이야기했다.

## 출연

### 주연
- 제러미 헌트

### 조연
- 안젤라 번스
- 에린 코텍키
- 브루스 브래닛